# صادق كرماني
صادق كرماني (21 مايو 1989 في الهند - ) هو لاعب كريكت هندي. لعب مع Karnataka cricket team ‏.

## وصلات خارجية
- صادق كرماني على موقع إي آس بي آن كريك إنفو (الإنجليزية)